# 조요촌 (구마모토현)
조요촌(일본어: 長陽村)은 일본 구마모토현 북부에 존재했던 촌으로 아소군에 속했다. 2005년 2월 13일에, 구기노촌, 하쿠스이촌과 합병해 미나미아소촌이 되었다.

## 역사
- 1889년 4월 1일 - 정촌제 시행에 수반해, 아소군 3촌이 합병해 조요촌이 성립하였다.
- 2005년 2월 13일 - 구기노촌, 하쿠스이촌과 합병해 미나미아소촌이 되어 폐지되었다.

## 교통

### 철도
- 규슈 여객철도 호히 본선
- 미나미아소 철도 다카모리 선

### 도로
- 국도 57호선
- 국도 325호선

## 참고 문헌
- 角川日本地名大辞典編纂委員会, 『角川日本地名大辞典 43 熊本県』1987, 角川書店